# Ergo (tidning)
Ergo är Uppsala studentkårs medlemstidning. Tidningen grundades fristående 1924, men blev 1940 organ för studentkåren vid Uppsala universitet.
Namnet syftar på latinets ergo ("alltså", "därför", "följaktligen").
Tidningen är partipolitiskt obunden och fristående från kårpolitiska aktörer. Sedan 2014 omfattar utgivningen 10 nummer per år, och innehåller bland annat nyheter, kultur, debatt och ledare samt kalendarium för studentaktiviteter i Uppsala, inklusive studentföreningar och nationsliv. 
Serietecknaren Jan Berglin blev först känd i Ergo, och publiceras fortfarande i varje nummer. Även serietecknaren Nina Hemmingsson medverkade under en period fram till 2009.
Mellan 1992 och 2005 publicerade Ergo i en artikelserie cirka 120 artiklar om student- och universitetshistoria med Uppsalaanknytning, skrivna av Erik och Marta Ronne samt illustrerade av Marta Ronne.
Ergo utkom som papperstidning till och med 2019, men är sedan 2020 en webbtidning.